# Personer i Sverige födda i Chile
Till personer i Sverige födda i Chile räknas personer som är folkbokförda i Sverige och som har sitt ursprung i Chile. Enligt Statistiska centralbyrån fanns det 2017 i Sverige sammanlagt cirka 28 000 personer födda i Chile.2019 bodde det i Sverige sammanlagt 58 508 personer som antingen själva var födda i Chile eller hade minst en förälder som var det. 
Den chilenska invandringen till Sverige tog fart på allvar i september 1973, i samband med militärkuppen i Chile.

## Historia
Under åren efter 1973 blev chilenska politiska flyktingar de första kvotflyktingarna i Sverige. De flesta av dem var akademiker, studenter och arbetarledare. 1977 publicerades en rapport från Sveriges ambassad i Santiago de Chile, där man redogjorde för den politiska situationen i Chile. Villkoren för Chiles inrikespolitik ansågs då ha normaliserats, och så kallade B-flyktingar och spontana flyktingar ansågs inte bli förföljda om de skickades tillbaka. Den 19 mars 1982 skickades chilenska flyktingar för första gången direkt tillbaka från Arlanda flygplats.
Sedan 1990-talet har migrationen från Chile till Sverige kraftigt minskat, sedan den chilenska demokratin återupprättats och Chiles ekonomi förbättrats.

## Åldersfördelning
Åldersfördelningen bland personer födda i Chile boende i Sverige. Siffror från SCB enligt den 31 december 2014:
- 0–14 år: 353 (1,3 %)
- 15–64 år: 24 080 (85,3 %)
- 65 år och äldre: 3 783 (13,4 %)

## Svenskar med chilensk bakgrund
Den 31 december 2014 fanns 27 290 personer födda i Sverige med chilensk bakgrund eller chilenskt ursprung (enligt Statistiska centralbyråns definition):
- Personer födda i Sverige med båda föräldrarna födda i Chile: 8 224
- Personer födda i Sverige med fadern född i Chile och modern i ett annat utländskt land: 2 455
- Personer födda i Sverige med modern född i Chile och fadern i ett annat utländskt land: 2 601
- Personer födda i Sverige med fadern född i Chile och modern i Sverige: 8 372
- Personer födda i Sverige med modern född i Chile och fadern i Sverige: 5 638

Den 31 december 2015 fanns 28 072 personer i Sverige som var födda i Chile, varav 14 162 män (50,4 %) och 13 910 kvinnor (49,6 %). Motsvarande siffra för den 31 december 2000 var 26 842, varav 13 417 män (50,0 %) och 13 425 kvinnor (50,0 %). Den 31 december 2014 fanns 5 969 personer i Sverige med chilenskt medborgarskap.

## Historisk utveckling
| Chilenska medborgare utan svenskt medborgarskap i Sverige 1973–2015 | Chilenska medborgare utan svenskt medborgarskap i Sverige 1973–2015 | Chilenska medborgare utan svenskt medborgarskap i Sverige 1973–2015 | Chilenska medborgare utan svenskt medborgarskap i Sverige 1973–2015 | Chilenska medborgare utan svenskt medborgarskap i Sverige 1973–2015 |
| ------------------------------------------------------------------- | ------------------------------------------------------------------- | ------------------------------------------------------------------- | ------------------------------------------------------------------- | ------------------------------------------------------------------- |
|                                                                     |                                                                     |                                                                     |                                                                     |                                                                     |
| År                                                                  |                                                                     |                                                                     | Folkmängd                                                           |                                                                     |
| 1973                                                                | 1973                                                                |                                                                     | 212                                                                 |                                                                     |
| 1975                                                                | 1975                                                                |                                                                     | 1 576                                                               |                                                                     |
| 1980                                                                | 1980                                                                |                                                                     | 7 225                                                               |                                                                     |
| 1985                                                                | 1985                                                                |                                                                     | 9 238                                                               |                                                                     |
| 1990                                                                | 1990                                                                |                                                                     | 19 874                                                              |                                                                     |
| 1995                                                                | 1995                                                                |                                                                     | 13 028                                                              |                                                                     |
| 2000                                                                | 2000                                                                |                                                                     | 10 330                                                              |                                                                     |
| 2005                                                                | 2005                                                                |                                                                     | 9 896                                                               |                                                                     |
| 2010                                                                | 2010                                                                |                                                                     | 7 068                                                               |                                                                     |
| 2011                                                                | 2011                                                                |                                                                     | 6 776                                                               |                                                                     |
| 2012                                                                | 2012                                                                |                                                                     | 6 544                                                               |                                                                     |
| 2013                                                                | 2013                                                                |                                                                     | 6 276                                                               |                                                                     |
| 2014                                                                | 2014                                                                |                                                                     | 5 969                                                               |                                                                     |
| 2015                                                                | 2015                                                                |                                                                     | 5 596                                                               |                                                                     |
| Anm.: Befolkning den 31 december respektive år.                     |                                                                     |                                                                     |                                                                     |                                                                     |

| Personer i Sverige födda i Chile 1900–2024 | Personer i Sverige födda i Chile 1900–2024 | Personer i Sverige födda i Chile 1900–2024 | Personer i Sverige födda i Chile 1900–2024 | Personer i Sverige födda i Chile 1900–2024 |
| --- | ------------------------------------------ | ------------------------------------------ | ------------------------------------------ | ------------------------------------------ |
| |                                            |                                            |                                            |                                            |
| År |                                            |                                            | Folkmängd                                  |                                            |
| 1900 | 1900                                       |                                            | 6                                          |                                            |
| 1930 | 1930                                       |                                            | 28                                         |                                            |
| 1950 | 1950                                       |                                            | 30                                         |                                            |
| 1960 | 1960                                       |                                            | 69                                         |                                            |
| 1970 | 1970                                       |                                            | 181                                        |                                            |
| 1980 | 1980                                       |                                            | 8 256                                      |                                            |
| 1990 | 1990                                       |                                            | 27 635                                     |                                            |
| 2000 | 2000                                       |                                            | 26 842                                     |                                            |
| 2001 | 2001                                       |                                            | 27 153                                     |                                            |
| 2002 | 2002                                       |                                            | 27 345                                     |                                            |
| 2003 | 2003                                       |                                            | 27 528                                     |                                            |
| 2004 | 2004                                       |                                            | 27 699                                     |                                            |
| 2005 | 2005                                       |                                            | 27 811                                     |                                            |
| 2006 | 2006                                       |                                            | 27 967                                     |                                            |
| 2007 | 2007                                       |                                            | 28 019                                     |                                            |
| 2008 | 2008                                       |                                            | 28 118                                     |                                            |
| 2009 | 2009                                       |                                            | 28 320                                     |                                            |
| 2010 | 2010                                       |                                            | 28 378                                     |                                            |
| 2011 | 2011                                       |                                            | 28 385                                     |                                            |
| 2012 | 2012                                       |                                            | 28 425                                     |                                            |
| 2013 | 2013                                       |                                            | 28 341                                     |                                            |
| 2014 | 2014                                       |                                            | 28 216                                     |                                            |
| 2015 | 2015                                       |                                            | 28 072                                     |                                            |
| 2016 | 2016                                       |                                            | 27 999                                     |                                            |
| 2017 | 2017                                       |                                            | 27 996                                     |                                            |
| 2018 | 2018                                       |                                            | 27 995                                     |                                            |
| 2019 | 2019                                       |                                            | 28 025                                     |                                            |
| 2020 | 2020                                       |                                            | 27 918                                     |                                            |
| 2021 | 2021                                       |                                            | 27 894                                     |                                            |
| 2022 | 2022                                       |                                            | 27 869                                     |                                            |
| 2023 | 2023                                       |                                            | 27 756                                     |                                            |
| 2024 | 2024                                       |                                            | 27 427                                     |                                            |
| Anm.: Befolkning den 31 december respektive år förutom åren 1960 och 1970 som avser förhållandet den 1 november och år 1980 som avser förhållandet den 15 september. |                                            |                                            |                                            |                                            |